# Sordio
Sordio is een gemeente in de Italiaanse provincie Lodi (regio Lombardije) en telt 3106 inwoners (01-01-2010). De oppervlakte bedraagt 2,8 km², de bevolkingsdichtheid is 1101 inwoners per km².

## Demografie
Sordio telt ongeveer 1025 huishoudens. Het aantal inwoners steeg in de periode 1991-2001 met 21,8% volgens cijfers uit de tienjaarlijkse volkstellingen van ISTAT.
| Jaar | Inwoneraantal |
| ---- | ------------- |
| 1991 | 1911          |
| 2001 | 2327          |

## Geografie
Sordio grenst aan de volgende gemeenten: Vizzolo Predabissi (MI), Casalmaiocco, Tavazzano con Villavesco, San Zenone al Lambro (MI).
Abbadia Cerreto · Bertonico · Boffalora d'Adda · Borghetto Lodigiano · Borgo San Giovanni · Brembio · Camairago · Casaletto Lodigiano · Casalmaiocco · Casalpusterlengo · Caselle Landi · Caselle Lurani · Castelnuovo Bocca d'Adda · Castiglione d'Adda · Castiraga Vidardo · Cavacurta · Cavenago d'Adda · Cervignano d'Adda · Codogno · Comazzo · Cornegliano Laudense · Corno Giovine · Cornovecchio · Corte Palasio · Crespiatica · Fombio · Galgagnano · Graffignana · Guardamiglio · Livraga · Lodi · Lodi Vecchio · Maccastorna · Mairago · Maleo · Marudo · Massalengo · Meleti · Merlino · Montanaso Lombardo · Mulazzano · Orio Litta · Ospedaletto Lodigiano · Ossago Lodigiano · Pieve Fissiraga · Salerano sul Lambro · San Fiorano · San Martino in Strada · San Rocco al Porto · Sant'Angelo Lodigiano · Santo Stefano Lodigiano · Secugnago · Senna Lodigiana · Somaglia · Sordio · Tavazzano con Villavesco · Terranova dei Passerini · Turano Lodigiano · Valera Fratta · Villanova del Sillaro · Zelo Buon Persico